# Henri-Jean Arnaud
Pour les articles homonymes, voir Arnaud.
Henri-Jean Arnaud, né le 27 novembre 1928 à Montpellier (Hérault) et mort le 11 avril 2023 à Tournon-sur-Rhône (Ardèche), est un homme politique français. Il est député RPR de l'Ardèche de 1992 à 1997.

## Biographie
Entré dans la Résistance à l'âge de quinze ans, Henri-Jean Arnaud fait carrière dans la médecine. Il est le fondateur de la Clinique Pasteur à Guilherand-Granges dont il sera le directeur jusqu'en 1988. 
Il se lance dans la politique en 1970 en se présentant comme candidat DVD lors des cantonales dans le canton de Saint-Péray mais il est battu, et c'est le conseiller RI sortant Gérard Mallen qui est réélu. 
L’année suivante, il prend la mairie de Guilherand à la gauche. En 37 ans de gestion, Henri-Jean Arnaud transforme la ville dans le domaine de la culture, du sport, de l'économie. Guilherand deviendra la 3e ville d'Ardèche. Il échoue de nouveau aux cantonales de 1976 mais il sera réélu lors des municipales de 1977 contre la liste du conseiller général PS Robert Charra à Guilherand avec 54,32 % des voix. 
En 1980, il est investi par l'UDF lors des législatives partielles dans la 2e circonscription de l'Ardèche à la suite de l'élection du député Henri Torre au Sénat. Il arrive en troisième position et permet la victoire de Régis Perbet au second tour. En 1982, Henri-Jean Arnaud entre au conseil général à la suite de sa victoire au premier tour dans le canton de Saint-Peray avec 52,25 % des voix devant Robert Charra, et l'année suivante, il est brillamment réélu à la mairie. 
Henri-Jean Arnaud se présente de nouveau lors des législatives de 1986 dans la liste RPR conduite par Régis Perbet où il est placé en 3e position. Mais il ne sera pas élu. 
Réélu le 8 mai 1988, François Mitterrand dissout l'Assemblée nationale et Henri-Jean Arnaud est candidat comme suppléant dans ces législatives où Régis Perbet sera réélu. Le 23 juin 1992, Henri-Jean Arnaud devient député de la 2e circonscription de l'Ardèche à la suite du décès de Régis Perbet, et il sera réélu député l'année suivante avec 58,33 % contre Dominique Chambon (candidat de l'UDF). 
Henri-Jean Arnaud soutiendra la candidature de Jacques Chirac en 1995 et la même année les Guilherandais-grangeois le reconduisent pour un 5e mandat. Mais deux ans plus tard, il est battu par Jacques Dondoux lors des législatives de 1997 qui voit la circonscription basculer alors que la droite la détenait depuis 1928.
Henri-Jean Arnaud meurt le 11 avril 2023 à l'âge de 94 ans.

## Détail des fonctions et des mandats
Mandats parlementaires
- 23 juin 1992 - 1er avril 1993 : député de la 2e circonscription de l'Ardèche ;
- 28 mars 1993 - 21 avril 1997 : député de la 2e circonscription de l'Ardèche.

Mandats locaux
- 27 mars 1971 - 16 mars 2008 : maire de Guilherand-Granges ;
- 14 mars 1982 - 18 mars 2001 : conseiller général du canton de Saint-Péray ;
- 22 mars 1985 - 16 mars 1986 : conseiller régional de Rhône-Alpes ;
- 2 avril 1992 - 27 mars 1998 : 1er Vice-Président du Conseil général de l'Ardèche ;
- 1er janvier 2005 - 25 avril 2014 : président de la Communauté de communes Rhône-Crussol.

## Publication
- Gilbert Antressangle (préf. Dr Henri-Jean Arnaud), Guilherand-Granges : Histoire et anecdotes, Le Cheylard, Éditions Dolmazon, 1998, 256 p., 24 cm (ISBN 2911584066, OCLC 406789057, BNF 37070089, SUDOC 049718401, présentation en ligne, lire en ligne)